# Сейлханов, Руслан Адильбекович
Руслан Адилбекович Сейлханов (каз. Руслан Сейілханов; род. 30 октября 1972, Бозанбай, Восточно-Казахстанская область) — казахстанский дзюдоист и самбист.

## Карьера
Руслан родился в селе Бозанбай Уланского района Восточно-Казахстанской области. С 12 лет занимается дзюдо и самбо.
Мастер спорта Республики Казахстан международного класса (самбо, дзюдо).

### Дзюдо
Бронзовый призёр чемпионата Азии 1996 года в Хошимине в категории до 78 кг.
Участвовал в Олимпиады 1996 года, где в схватке в 1/32 финала в категории до 78 кг проиграл представителю Монте-Карло Тьерри Ватрикану.
Бронзовый призёр чемпионата Азии 1997 года в Маниле в категории до 78 кг.
Бронзовый призёр Азиады-1998 в Бангкоке в категории до 81 кг.
На Олимпиаде 2000 года в 1/32 финала в категории до 81 кг проиграл будущему олимпийскому чемпиону японцу Макото Такимото.
Серебряный призёр чемпионата Азии 2000 года в Осаке в категории до 81 кг.

### Самбо
Обладатель Кубка Мира 1992 года в категории до 82 кг.
Серебряный (1993) и бронзовый (1994) призёр чемпионатов мира.
Чемпион Азии 1994 года в категории до 82 кг.

## После окончания карьеры
В настоящее время работает в департаменте таможенного контроля по ВКО. Участвует в ветеранских турнирах. Двукратный чемпион мира среди ветеранов.